# Dedication (Herbie Hancock)
| Recensione | Giudizio |
| ---------- | -------- |
| AllMusic   |          |

Dedication (titolo originale: デディケーション) è un album Live del pianista e tastierista jazz statunitense Herbie Hancock, pubblicato dalla CBS/Sony Japan Records nel settembre del 1974.

## Tracce

### LP (1974, CBS/Sony Records, SOPM 165)
Lato A
Testi e musiche di Herbie Hancock.
1. Maiden Voyage (処女船海) – 7:45
2. Dolphin Dance (ドルフィン・ダンス (デューク・エリントンに捧ぐ)) – 11:15

Lato B
Testi e musiche di Herbie Hancock.
1. Nobu (ノブ) – 7:38
2. Cantaloupe Island (キャンタロープ・アイランド) – 14:00

## Musicisti
- Herbie Hancock – piano acustico (brani: Maiden Voyage e Dolphin Dance), piano elettrico fender rhodes, arp pro soloist, sintetizzatore arp odyssey, sintetizzatore arp modello 3604, sintetizzatore arp modello 2600, arp pe-iv string ensemble (brani: Nobu e Cantaloupe Island)

### Produzione
- David Rubinson – produzione
- K'ichi Nakamura – direttore di produzione
- Registrazioni effettuate dal vivo il 29 luglio 1974 al Koseinenkin Hall di Tokyo (Giappone)
- Tomoo Suzuki – ingegnere delle registrazioni
- Shuichi Yoshida e Teruhisa Tajima – design copertina album originale
- Shigeo Anzai – foto copertina album (fronte e retrocopertina)[3]